# Your Decision
«Your Decision» (с англ. — «Твоё решение») — песня американской рок-группы Alice in Chains, второй сингл с альбома Black Gives Way to Blue (2009).

## Выпуск песни
Песня была впервые исполнена группой 14 июля 2009 года во время предпрослушивания альбома Black Gives Way to Blue в Голливуде. Alice in Chains отыграли акустический сет из трёх песен, включая новые «Black Gives Way to Blue» и «Your Decision», а также уже известную слушателям «Down in a Hole» с альбома Dirt. Текст этой акустической композиции был посвящён тому, каким становится жизненный путь человека, принявшего неправильное решение.
«Your Decision» стала вторым официальным синглом, выпущенным в поддержку альбома Black Gives Way to Blue, после «Check My Brain». Песня возглавила чарт Billboard Rock Songs и находилась на вершине американского хит-парада на протяжении семи недель. Кроме того, 16 ноября сингл был издан в Великобритании, в преддверии европейского турне Alice in Chains. Помимо альбомной версии, в состав сингла вошла укороченная радиоверсия композиции.

## Видеоклип и комикс
Режиссёром видеоклипа на песню стал Стивен Шустер, который раньше снимал для группы клип на песню «A Looking in View». В нём также снялась участница третьего сезона реалити-шоу «Проект Подиум» модель Аманда Филдс. Съёмки прошли в конце октября 2009 года в огромном доме между Санта-Моникой и Малибу, на берегу Тихого океана.
Видеоклип увидел свет 1 декабря 2009 года. В нём музыканты Alice in Chains в строгих костюмах исполняют песню в загадочном здании в сопровождении струнного ансамбля, состоящего из девушек с завязанными глазами. Сюжет клипа содержит отсылки к фильмам «С широко закрытыми глазами», «Хостел», «Деликатесы» и «Повар, вор, его жена и её любовник».
В связи с открытой концовкой видеоклипа, Alice in Chains объявили конкурс среди поклонников на лучшее окончание описанной истории. В партнёрстве с компаниями Popcult и Devil’s Due Comics, победитель получал право посещения концерта Alice in Chains в Нью-Йорке, а его версия истории излагалась в виде комикса на официальном сайте группы.

## Критические отзывы
В журнале Classic Rock обратили внимание на то, что песня построена на акустических аккордах, что роднит её с творчеством группы периода Jar of Flies. Мэтт Мэлис (Consequence of Sound) назвал гитарную партию в этой композиции «великолепной», а саму песню — потенциально лучшим треком с альбома.
По мнению Райана Огла (Blabbermouth), во время прослушивания «Your Decision» обозреватель «почти забыл, что это поёт Дюваль, а не Стейли». В журнале Guitarist также признали, что эта акустическая песня подчёркивала идеальное сочетание голосов Дюваля и Кантрелла и содержала характерные для группы вокальные гармонии.

## Список композиций
1. «Your Decision» (radio edit) — 4:00
2. «Your Decision» (album version) — 4:43[1]

## Места в хит-парадах

### Недельные чарты
| Чарт (2009—2010)                             | Наивысшая позиция |
| -------------------------------------------- | ----------------- |
| Канада (Billboard Canadian Hot 100)          | 57                |
| Канада (Billboard Rock)                      | 1                 |
| Poland (Polish Airplay Top 100)              | 1                 |
| США (Billboard Bubbling Under Hot 100)       | 9                 |
| США (Billboard Hot Rock & Alternative Songs) | 1                 |
| США (Billboard Mainstream Rock)              | 1                 |
| США (Billboard Alternative Airplay)          | 4                 |

### Годовые чарты
| Хит-парад (2010)                            | Позиция |
| ------------------------------------------- | ------- |
| US Hot Rock & Alternative Songs (Billboard) | 8       |